# Rue du Docteur-Magnan
La rue du Docteur-Magnan est une voie du 13e arrondissement de Paris située dans le quartier de la Gare.

## Situation et accès
La rue du Docteur-Magnan est desservie par les lignes 7 et 14 à la station Tolbiac.

## Origine du nom
Elle porte le nom du docteur Valentin Magnan (1835-1916), qui travailla à l'hôpital Sainte-Anne proche.

## Historique
Cette rue a été ouverte en deux temps :
- une première section de 134 mètres est ouverte en 1936 à l'emplacement de l'ancienne usine à gaz d'Ivry sous sa dénomination actuelle[2]  ;
- une seconde section de 82 mètres est ouverte en 1957, en même temps que la fin des travaux du lycée Claude-Monet.

## Bâtiments remarquables et lieux de mémoire
- Au no 1, le lycée Claude-Monet créé à la fin des années 1930, et complété en 1955.
- Le parc de Choisy.